# 熊猫电子
南京熊猫電子股份有限公司（上交所：600775、港交所：0553）是一家總部位於中國南京，具有70多年歷史之綜合型大型電子企業，现为中国电子信息产业集团的子公司。公司業務涉及現代通信、數位視音頻、電子智能系統、電子裝備、電子製造等多個產業。

## 历史
公司創建於1936年。现分别在香港聯交所和上海證交所上市，為中國大陸電子行業首家A+H股之上市公司。